# Bioekonomi
Bioekonomi eller biobaserad ekonomi (engelska: biobased economy, bioeconomy eller biotechonomy) är den del av den totala ekonomin som är baserad på biomassa och bioteknik. Staffas et al föreslår att biobaserad ekonomi istället ska syfta på ett framåtblickande koncept för utvecklingen av hela samhället till att bli mer baserat på biomassaresurser på bekostnad av fossila bränslen och material.
Definition av bioekonomi av Forskningsrådet för miljö, areella näringar och samhällsbyggande (Formas):
- En hållbar produktion av biomassa för att möjliggöra en ökad användning inom en rad samhällssektorer. Syftet är att minska klimatpåverkan och användningen av fossila råvaror.
- Ett ökat förädlingsvärde av biomassa, samtidigt som energiåtgången minimeras och näring och energi tas tillvara från slutprodukterna. Syftet är att optimera ekosystemtjänsternas värde och bidrag till ekonomin.

Begreppet bioekonomi introducerades år 1997 och definieras lite olika i olika delar av världen. Det skiljer bland annat vilka sektorer man räknar in. I forskningssammanhang i Sverige och Norden är det vanligast att bioekonomi innefattar jordbruk och skogsbruk.
Utvecklingen av biobaserad industri och/eller bioteknologi samt deras tillämpningar inom jordbruk, skogsbruk, hälsovård, skogsindustrier, kemiindustrier och energiindustrier är klassiska exempel på bioekonomiska aktiviteter.